# 斯特凡诺·巴萨利尼
斯特凡诺·巴萨利尼（義大利語：Stefano Basalini，1977年11月29日—），意大利前男子赛艇运动员。他曾代表意大利参加多届世界赛艇锦标赛，共获得七枚金牌和二枚银牌。